# Мейнтьє Доннерс
Мейнтьє Доннерс (нід. Mijntje Donners, 4 лютого 1974) — нідерландська хокеїстка на траві.
Срібна призерка Олімпійських Ігор 2004 року, бронзова призерка 1996, 2000 років.
Чемпіонка Європи 1995, 1999, 2003 років.
Переможниця Трофею чемпіонів 2000 року, срібна призерка 1999, 2001 років, бронзова призерка 2002, 2003 років.
Срібна призерка Чемпіонату світу 1998, 2002 років.